# Батцэцэг Батмунхийн
Батмунхийн Батцэцэг (монг. Батмөнхийн Батцэцэг; род. 9 декабря 1973, Баянхонгор) — монгольский политик, министр иностранных дел Монголии (2021—н.в.).

## Биография
Родилась в провинции (аймаке) Баянхонгор.

### Образование
В 1992 году окончила школу № 13 городе Дархан.
В 1996 году окончила Институт международных отношений (бакалавр) Монгольского государственного университета.
В 2000 получила степень BBA в Институте финансов и экономики (Монголия).
В 2005 году получила степень MBA в Маастрихтской школе менеджмента (Нидерланды).

### Политическая деятельность
2007—2015 — председатель совета директоров ООО «Мунхиин усэг груп».
2010—2011 — советник генерального секретаря Монгольской народной партии.
2011—2012 — начальник отдела внешних связей и сотрудничества, Монгольской народной партии.
2015—2016 — советник министра финансов по внешней политике.
2016—2020 — вице-министр иностранных дел Монголии.
С 29 января 2021 года вошла в состав правительства Оюун-Эрдэнэ в качестве министра иностранных дел.

## Личная жизнь
Замужем. Воспитывает 3-х детей.
Владеет русским и английским языками.